# Uetliberg

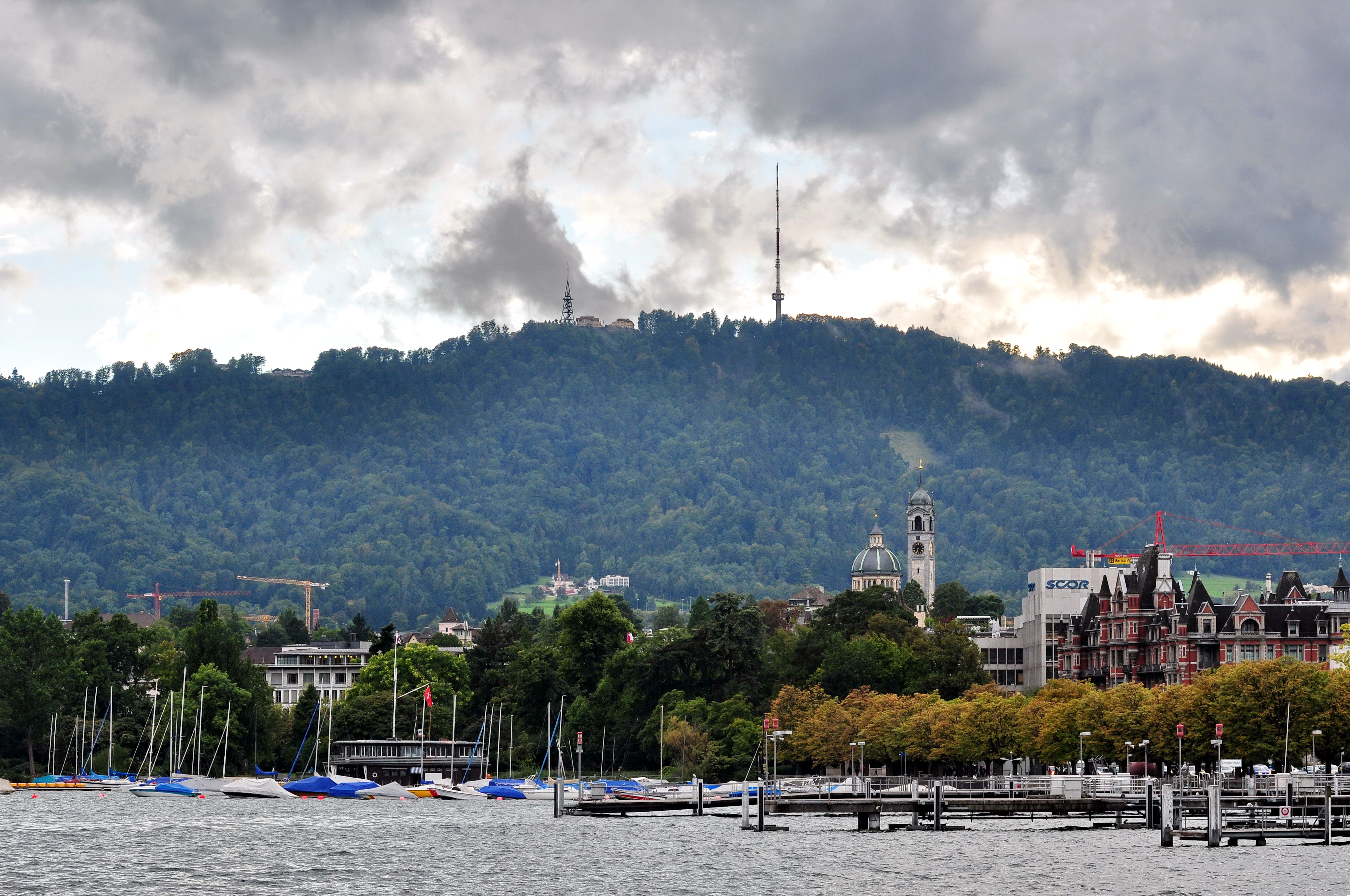
Az Uetliberg látképe Zürichből, a Zürichi-tó partjáról

Uetliberg (alternatív írásmóddal Üetliberg) egy hegy Svájcban, Zürich kantonban, Zürich mellett. A hegyről kilátás nyílik Zürichre és a Zürichi-tóra.
Az Uetliberg 869 méter magas. A zürichi főpályaudvarról az S10-es helyiérdekű vasúttal közelíthető meg. A hegy tetején egy Uto Kulm nevű szálloda van. A látogatókat kirándulóösvények, mountainbike-utak, sziklamászó helyek és egy kilátótorony várja. A környezet megóvásán és a kirándulóhely fejlesztésén a Pro Üetliberg Egyesület (Verein Pro Üetliberg) dolgozik.